# Csáky Albin

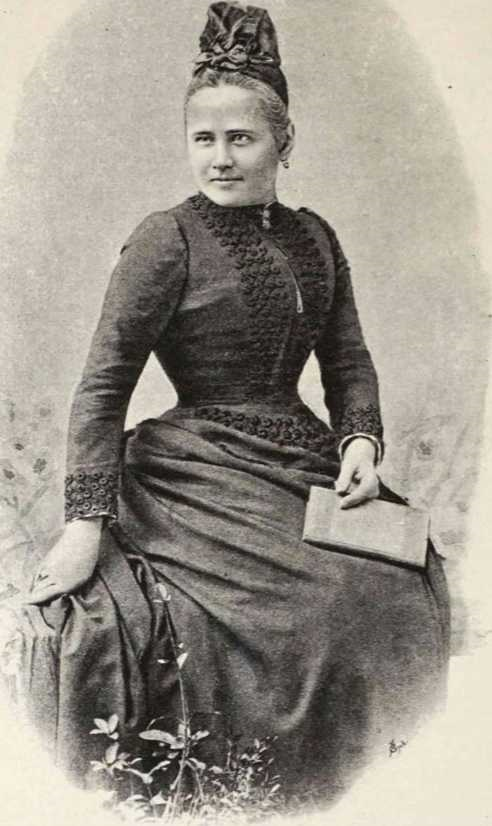
Csáky Albinné, Bolza Anna grófnő. Magyar Géniusz, 1892. 5. sz.

Körösszegi és adorjáni gróf Csáky Albin (Korompa, Szepes vármegye, 1841. április 19. – Budapest, 1912. december 15.), vallás- és közoktatásügyi miniszter, valóságos belső titkos tanácsos, magyar királyi főasztalnokmester, tárnokmester, a főrendiház elnöke, az Aranygyapjas rend vitéze.

## Életpályája
1841-ben született a nagy múltú köröszseghi és adorjáni gróf Csáky családban. Édesapja gróf Csáky Ágost (1803–1883), édesanyja, báró tótprónai és blatniczai Prónay Iphigenia (1807-1874) volt. Apai nagyszülei gróf Csáky Mánuel (Manó) (1763-1825), Szepesi főispán, és gróf  szirmabesenyői, csernekio és tarkeöi Szirmay Anna (1771-1838) voltak.
Gimnáziumi tanulmányait Lőcsén, míg a jogot Kassán végezte. 1862-ben tette le az ügyvédi vizsgát, majd pedig a lőcsei választókerület országgyűlési képviselője lett. Többször is volt főispán. 1867 és 1888 között Szepes vármegyének előbb öröklés útján örökös főispánja lett, majd később kinevezték valóságos főispánná is (az örökös főispán csak egy nemesi cím volt ekkor, valódi hatalom nélkül). Ezalatt Lőcse és Késmárk, végül 1876 és 1880 között Sáros vármegye főispánja is volt. 1888 és 1900 között a főrendiház alelnöke, majd 1900 és 1906 között az elnöke (továbbá királyi tárnokmester). A főrendiháznak cenzus alapján 1861-től (aktív) tagja volt, mígnem az 1887-es választásokon képviselőnek indult a Szabadelvű Párt színeiben, amikortól haláláig mindig bejutott a képviselőházba, s ott is tevékenykedett ezután.
1888. szeptember 22-étől 1894. június 10-éig vallás- és közoktatásügyi miniszter. Miniszteri tevékenységének első fontosabb momentuma volt, az ún. elkeresztelési rendelet meghozása, 1890 februárjában. A rendelet értelmében pénzbüntetésre számíthatott az a szülő, aki vegyes házasságból született gyermekét nem az 1868. évi LIII. törvényben (Trefort-féle rendelet) meghatározott vallásra keresztelte, vagyis a fiút az apa, a lányt az anya vallására. Bár az előzetesen megkérdezett püspökök nem nyilvánítottak a dogma szempontjából aggályokat, az a katolikus lelkészség körében erős ellenállásra talált és azzal vádolták meg Csákyt, hogy kényszert gyakorol a papság lelkiismeretére és a katolikus hit dogmájára. Erre megoldásként Csáky a vegyes házasságokból származott gyermekekre nézve külön állami anyakönyvvezetést helyezett kilátásba. 1893-ban ő terjesztette be a képviselőházban az „zsidó vallás egyenjogúsításáról” és az „állami anyakönyvezésről” szóló törvényjavaslatokat.
Meghatározó szerepe volt az 1894 és 1895 közötti egyházpolitikai reform végrehajtásában. 1894 nyarán tárcáját ott kellett hagynia, mert I. Ferenc József csak a magyar politikusok nyomására volt hajlandó ezeket a törvényeket elfogadni. 1890 és 1900 között Szarvas városának az országgyűlési képviselője. Számos város díszpolgára, a kolozsvári egyetem díszdoktora. A pápai szent Gergely-rend nagy- és a császári és királyi Lipót-rend középkeresztese. Utolsó éveiben Budapesten a Jókai utca 10. sz. alatti bérpalotában élt.

## Családja

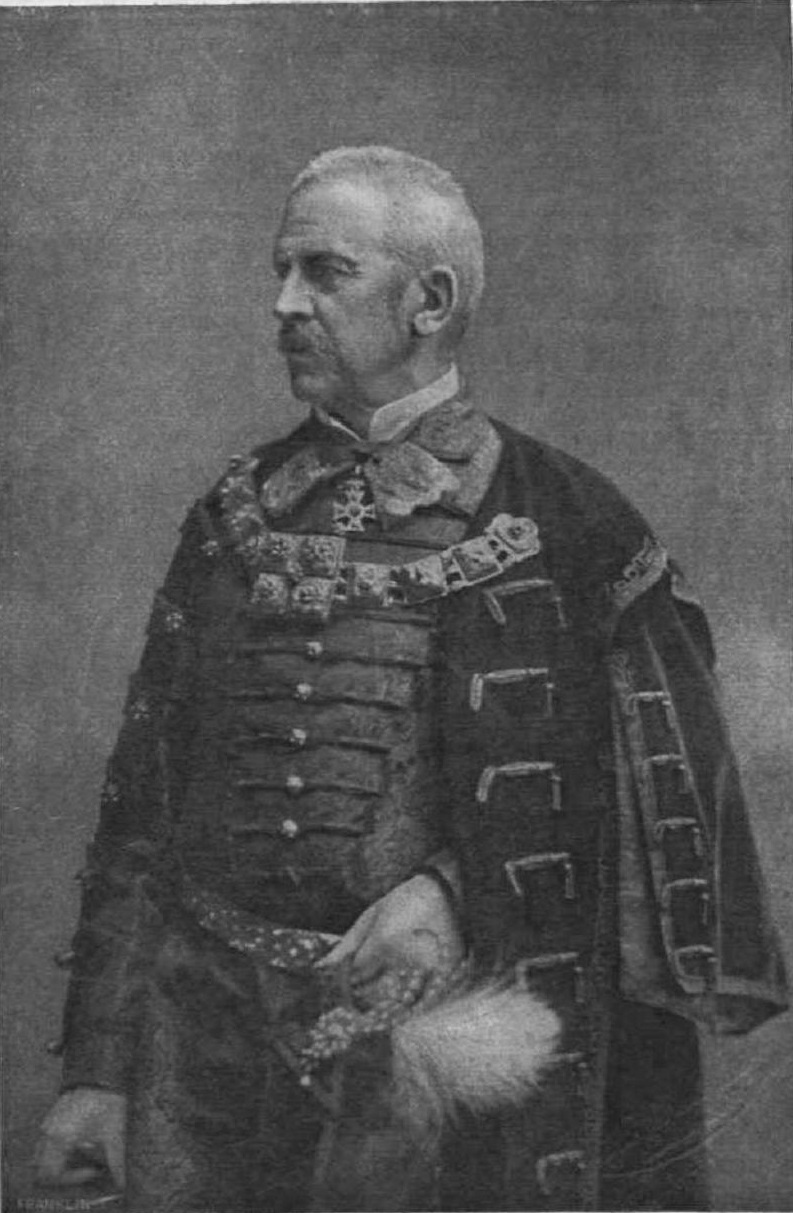
Csáky Albin portréja. Koller Károly utódai fényképe

Felesége, Bolza Anna grófnő, Bolza István és  Vay Lujza leánya, csillagkeresztes és palotahölgy, aki 1847. október 22-én született Szarvason. Házasságukat is ott tartották, 1866. szeptember 25-én. Nagy pártfogója volt az irodalomnak és művészeteknek és jótékonykodott is. Nagy részben neki köszönhető a műbarátok köre, amelynek tevékeny tagja és a kör irodalmi szakbizottságának elnöke. Ezenkívül a kisdedóvó-egyesület, a budapesti általános poliklinikai és a Mária-Dorothea-egyesület elnöke. Számos szépirodalmi művet írt, amelyek nagyrészt a Magyar Szalonban és a Hétben jelentek meg. Mindemellett lefordította Dahn Félix: Odin vigasza című regényét. Házasságukból született gyermekek:
- István (1867. augusztus 25. – 1892. március 5.), aki jogi tanulmányainak elvégzése után Pest vármegye tiszteletbeli aljegyzője lett és 1892-ben Szarvason megválasztották képviselőnek. 1892. március 5-én gyógyíthatatlannak hitt betegsége miatt önkezével vetett véget életének.
- Mária Iphigenia Albina Anna (Szepesmindszent, 1868. augusztus 31. – Budapest, 1912. december 12.) , aki 1900-ben báró taktaharkányi Harkányi András felesége lett.[2]
- László (Szepesmindszent, 1869. augusztus 21. – Szepesmindszent, 1909. december 22), Szepesi és ugocsai főispán, aki 1899-ben, Szirákon feleségül vette Degenfeld-Schönburgi Auguszta grófnőt.
- Eleonóra (Szepesmindszent, 1870. szeptember 4. – Borosberény, 1945. december 26.), aki 1893-ban feleségül ment Hertelendy Lászlóhoz.
- Károly (Szepesmindszent, 1873. április 10. – Budapest, 1945. április 30.) Honvédelmi miniszter. Háromszor nősült(Földváry Valéria, Ordódy Erzsébet, Schiro Anna)
- Ilona (Szepesmindszent, 1878. szeptember 4. – Budapest, 1934. november 26.), aki Szepesmindszenten ment feleségül  Baron Otto Friedrich Benz von Albkronhoz, 1904-ben
- Imre Sándor (Szepesmindszent, 1882. február 17. – Santa Cruz de Teneriffa, 1961. május 22.); 1927-ben Budapest IV. kerületben Sztáray Mária Annunziáta grófnőt vette feleségül[3]